# Amphibologryllacris oceanica
Amphibologryllacris oceanica is een rechtvleugelig insect uit de familie Gryllacrididae. De wetenschappelijke naam van deze soort is voor het eerst geldig gepubliceerd in 1841 door Le Guillou.